# پروبراژنگه
پروبراژنگه (به صربی: Preobraženje) یک منطقهٔ مسکونی در صربستان است که در ناحیه پچینیا واقع شده‌است. پروبراژنگه ۶۹ نفر جمعیت دارد.